# Concrete (pesem)
Concrete je skladba Maje Keuc (oz. Amaye), ki jo je premierno predstavila na EMI 2018. Pesem je v angleščini, ustvarili so jo: Alexander Andersson, Joel Gunnarsson, David Strääf in Maja Keuc.

## Sodelujoči
GLASBA: Maja Keuc, Alexander Andersson
BESEDILO: Joel Gunnarsson
ARANŽMA: David Strääf

## Lestvice
Tedenske lestvice
| Lestvica                                                       | Najvišje mesto |
| -------------------------------------------------------------- | -------------- |
| Slovenija (SloTop50 Arhivirano 2018-05-01 na Wayback Machine.) |                |